# Songhoyboro ciine
Pour les articles homonymes, voir Songhaï.
Songhoyboro ciine, aussi appelé songhay ciné, est un dialecte songhaï parlé dans le Nord-Ouest de la région de Tillabéri au Niger.
En raison de la grande intelligibilité mutuelle avec le zarma, il est très courant pour un locuteur songhoyboro ciine d'utiliser les mots « zarma » et « songhay » de manière interchangeable en se référant à ce dialecte,.